# Fiston Mayele
Fiston Mayele, né le 24 juin 1994 à Mbujimayi, est un footballeur international congolais. Il joue au poste d'attaquant au Pyramids FC.

## Biographie

### Jeunesse et formation
Fiston Mayele né le 24 juin 1994 dans la ville de Mbujimayi. Son père, Anaclet Mayele Kalala, était un gardien de but dans le club de l'AS Bountou dans les années 1980.
Il commence le football à l'âge de 11 ans au sein du club des Young Leaders dans sa ville natale, puis rallie ensuite le FC Tshakwi à Lubumbashi.

### En club
Avec le FC Tshakwi, Mayele marque 17 buts en troisième division et rejoint alors la Jeunesse sportive de Likasi en 2015.
Lors de sa première saison à la JS Likasi, il marque 22 buts en 16 rencontres de championnat urbain. La saison suivante, il marque 24 buts et est meilleur buteur du championnat local.
Il rejoint ensuite l'AS Simba Kolwezi en Ligue 2, puis il signe en 2018 à l'AS Vita Club en première division. En 2021, il est sacré champion de république démocratique du Congo, marquant notamment un but crucial sur le terrain du Sa Majesté Sanga Balende.
En 2021, il rejoint le club tanzanien des Young Africans. Lors de sa première saison, il inscrit 16 buts et mène son club au titre de champion. En 2022, lors des qualifications en Ligue des champions face aux Sud-Soudanais du Zalan FC, il inscrit un triplé au match aller et au match retour. En 2023, il est le meilleur buteur de la Coupe de la confédération avec 7 buts, mais son équipe est défaite en finale par l'USM Alger par la règle des buts à l'extérieur.
En avril 2023, il qualifie son équipe grâce à son doublé face à l’équipe Rivers United.
En août 2023, il rejoint le club égyptien du Pyramids FC.
Al Riyadh Football Club d'Arabie Saoudite a fait une offre officielle pour recruter l'international congolais Fiston Mayele, joueur du Pyramids.

### En sélection
Fiston Mayele participe au CHAN 2020, durant lequel il joue son premier match international le 17 janvier 2021 face à la république du Congo.
Le 24 mars 2023, il joue son premier match avec l'équipe A contre la Mauritanie en qualifications à la CAN 2023. Il marque son premier but le 18 juin 2023 face au Gabon. Le 9 septembre 2023, il marque son second but face au Soudan au cours d'une victoire qui qualifie le Congo à la CAN.
Le 27 décembre 2023, il est retenu dans la liste des vingt-quatre joueurs congolais sélectionnés par Sébastien Desabre pour disputer la Coupe d'Afrique des nations 2023.

## Palmarès

### En club
- Co-meilleur buteur avec Jackson Muleka et Platini Monzinzi Mpiana de la Ligue nationale de football 2019-2020 (12 buts)[10].

|  | Pyramids FC - Coupe d'Égypte - Vainqueur : 2024 - Ligue des champions de la CAF - Vainqueur : 2025 |